# FIFA 07
FIFA 07 släpptes 2006 och är FIFA Football-spelet för säsongen 2006–2007, spelet innehåller 2 nya ligor jämfört med föregående spel i serien, bland annat turkiska ligan. För första gången har spelserien svenska kommentatorer, nämligen Henrik Strömblad och Glenn Hysén. FIFA 07 släpptes den 29 september 2006 till PC. Till spelkonsolerna Playstation 2, Xbox och Xbox 360 släpptes spelet den 15 oktober.

## Ligor
Totalt finns det 29 
ligor på FIFA 07:
- Jupiler League
- Campeonato Brasileiro
- Superligaen
- Premier League
- The Championship
- Football League One
- Football League Two
- Ligue 1
- Ligue 2
- Eredivisie
- Serie A
- Serie B2
- K-League
- Major League Soccer
- Primera Division
- Tippeligaen360
- Ekstraklasa
- SuperLiga
- Scottish Premier League
- La Liga
- Segunda División
- Allsvenskan
- Schweiziska Super League
- Turkiska Super League
- Bundesliga
- 2. Bundesliga
- Österreichische Fußball-Bundesliga

### Övriga världen
FIFA 07 har 24 klubbar på en särskild "Övriga världen"-sektion:
- Lausanne-Sport
- Lugano
- La Chaux-de-Fonds
- Orlando Pirates
- Kaizer Chiefs
- Boca Juniors
- River Plate
- Esporte Clube Bahia
- Atlético Mineiro
- AEK Aten
- PAOK
- Panathinaikos
- Olympiakos
- Sparta Prag

### Fotnoter
1. ↑  ”FIFA Soccer 07” (på engelska). Mobygames. 16 mars 2006. http://www.mobygames.com/game/fifa-soccer-07. Läst 18 juni 2016.